# Liste der Nummer-eins-Hits in Kanada (1957)
Diese Liste zeigt die Hitliste der 1957 erfolgreichsten Interpreten in Kanada. Grundlage war das Canadian CHUM, ein Musikmagazin.
| Singles |
| --- |
| - Elvis Presley – All Shook Up - 1 Woche (27. Mai – 2. Juni) - Pat Boone – Love Letters in the Sand - 2 Wochen (3. Juni – 16. Juni) - Jimmy Dorsey Orchestra – So Rare - 2 Wochen (17. Juni – 30. Juni) - Elvis Presley – (Let Me Be Your) Teddy Bear - 6 Wochen (1. Juli – 11. August, insgesamt 7 Wochen) - Paul Anka – Diana - 2 Wochen (12. August – 18. August) - Elvis Presley – (Let Me Be Your) Teddy Bear - 1 Woche (19. August – 25. August, insgesamt 7 Wochen) - Jimmie Rodgers – Honeycomb - 3 Wochen (26. August – 15. September) - The Bobbettes – Mr. Lee - 3 Wochen (16. September – 6. Oktober) - The Everly Brothers – Wake Up Little Susie - 2 Wochen (7. Oktober – 20. Oktober) - Bobby Helms – My Special Angel - 1 Woche (21. Oktober – 27. Oktober) - Elvis Presley – Jailhouse Rock - 2 Wochen (28. Oktober – 10. November) - The Rays – Silhouettes - 1 Woche (11. November – 17. November) - Sam Cooke – You Send Me - 3 Wochen (18. November – 1. Dezember) - Bill Justis – Raunchy - 3 Wochen (2. Dezember – 22. Dezember) - Jerry Lee Lewis – Great Balls Of Fire - 2 Wochen (23. Dezember 1957 – 6. Januar 1958) |